# Patrick O’Boyle
Patrick Aloysius O’Boyle (ur. 18 lipca 1896 w Scranton, Pensylwania, zm. 10 sierpnia 1987 w Waszyngtonie) – amerykański duchowny katolicki, arcybiskup Waszyngtonu, kardynał.

## Życiorys
Studiował w Saint Thomas College w Scranton, Seminarium Św. Józefa w Yonkers (Nowy Jork) oraz Szkole Nauk Społecznych w Nowym Jorku. Święcenia kapłańskie przyjął 21 maja 1921 w Nowym Jorku.
Przez kilkanaście lat pracował w kościelnych instytucjach dobroczynnych (m.in. jako dyrektor wykonawczy Katolickich Instytucji Dobroczynnych w Nowym Jorku). Otrzymał tytuły honorowe tajnego szambelana papieskiego (1941) i prałata domowego (1944).
27 listopada 1947 został mianowany pierwszym arcybiskupem Waszyngtonu i konsekrowany 14 stycznia 1948 w Nowym Jorku przez kardynała Francisa Spellmana (arcybiskupa Nowego Jorku). W 1955 otrzymał dodatkowo tytuł asystenta tronu papieskiego. Brał udział w obradach Soboru Watykańskiego II. Działał na rzecz Polonii amerykańskiej (od dzieciństwa wychowywał się w społeczności polonijnej), a także wspierał akcje pomocowe dla Polski po zakończeniu II wojny światowej.
26 czerwca 1967 papież Paweł VI kreował go kardynałem, nadając tytuł prezbitera San Nicola in Carcere. W marcu 1973 w związku z osiągnięciem wieku emerytalnego O’Boyle złożył rezygnację z rządów archidiecezją waszyngtońską. Kończąc 80 lat w lipcu 1976 utracił prawo udziału w konklawe i nie uczestniczył w dwukrotnych wyborach papieża w 1978.